# Smurfe koppen en koppige Smurfen
Smurfe koppen en koppige Smurfen is het negende stripalbum uit de reeks De Smurfen. Het verhaal verwijst naar de taalstrijd tussen Vlaanderen en Franstalig België. Naast het titelverhaal bevat het album ook het verhaal Olympsmurfse spelen, dat eigenlijk bestaat uit enkele gags van één pagina lang.
Het album werd voor het eerst uitgegeven in 1973 door Dupuis. Sinds 2010 wordt het album met een licht gewijzigde cover en herziene belettering uitgegeven bij Standaard Uitgeverij.
Het verhaal is in de jaren 70 als vervolgverhaal in de Donald Duck verschenen onder de titel Smurfstrijd om de taalsmurf.

## Verhalen

### Smurfe koppen en koppige Smurfen
Er barst een hevige taaldiscussie los in het Smurfendorp: is het nu "smurfentrekker" of "kurkensmurfer"? De discussie ontaardt in een ware ruzie tussen de twee kampen, de Zuidsmurfen en de Noordsmurfen. Grote Smurf wil de eenheid herstellen door een gemeenschappelijke vijand van beide kampen op ze af te sturen: Gargamel. Met een toverspreuk krijgt Grote Smurf zijn uiterlijk en vice versa. De Smurfen vallen inderdaad Gargamel (in feite de Grote Smurf) aan. Ze nemen hem gevangen, maar Gargamel, die in Smurfengedaante Grote Smurf naar het dorp is gevolgd, maakt de toverspreuk ongedaan. Het is voor hem nu een koud kunstje om alle Smurfen te vangen, maar Azraël is in de war van de gedaanteverwisselingen en valt zijn baas aan. De Smurfen ontsnappen, Gargamel kan het dorp niet meer terugvinden, en Grote Smurf vraagt van z'n Smurfen dat ze hun taaldiscussie zouden omzeilen. Dat loopt helaas ook niet van een leien dakje.

### Olympsmurfse spelen
Met de spreuk "Smurf sana in corpore smurfo" ("Mens sana in corpore sano") in het achterhoofd slaan de Smurfen aan het sporten. De een doet dat al wat beter dan de andere.

## Politieke verwijzingen
De onfortuinlijke belevenissen van de Smurfen zijn een politieke allegorie van de taalkwestie die België al sinds haar ontstaan verdeelt. De Smurf waarbij de taalgrens dwars door zijn huis wordt geschilderd symboliseert het tweetalige Brussel. De rellen die uitbreken bij het toneelstuk van Roodsmurfje (of is het nu Smurfkapje) vertonen gelijkenissen met de fameuze opvoering van De Stomme van Portici. Andere elementen die duidelijk overeenkomsten vertonen met de politieke realiteit van België zijn de taalbetogingen die de Smurfen in elkaars dorp houden, waar niemand naar komt kijken omdat de andere fractie juist met een taalbetoging in het stadsdeel van de eerste fractie bezig is.

## Tekenfilmversie
De tekenfilm De smurfen in vuur en vlam heeft veel overeenkomsten met het stripverhaal Smurfe koppen en koppige Smurfen. Hierin vragen de Smurfen aan Smurfin met wie ze wil trouwen. Gargamel betovert de Smurfin echter waardoor ze twee Smurfen kiest om mee te trouwen. Hierdoor kiezen de Smurfen elk een kamp uit waardoor ruzie ontstaat. De ruzies tussen de Smurfen en de gedaanteverwisselingen tussen Gargamel en de Grote Smurf komen echter in beide versies voor.

## Luikse versie
In 2024 werd een versie van het album uitgebracht in de Luikse variant van het Waals als Crolêye schtroumpf ou bin schtroumpf crolêye. Het gaat om een beperkte oplage van 1000 exemplaren bij niche-uitgeverij Noir Dessin Production. De eerste 200 exemplaren bevatten een ex libris, een stempel en zwarte schudbladen.